# Amorphophallus putii
Amorphophallus putii är en kallaväxtart som beskrevs av François Gagnepain. Amorphophallus putii ingår i släktet Amorphophallus och familjen kallaväxter. Inga underarter finns listade.